# 伊万诺夫卡-尼古拉耶夫卡村委员会
伊万诺夫卡-尼古拉耶夫卡村委员会（俄语：Иваново-Николаевский сельсовет）是俄罗斯联邦阿斯特拉罕州叶诺塔耶夫卡区所属的一个村委员会。其下辖有2个居民点，行政中心为伊万诺夫卡。据2015年统计，该村委员会的人口为1129人。